# Forest City (Johor)

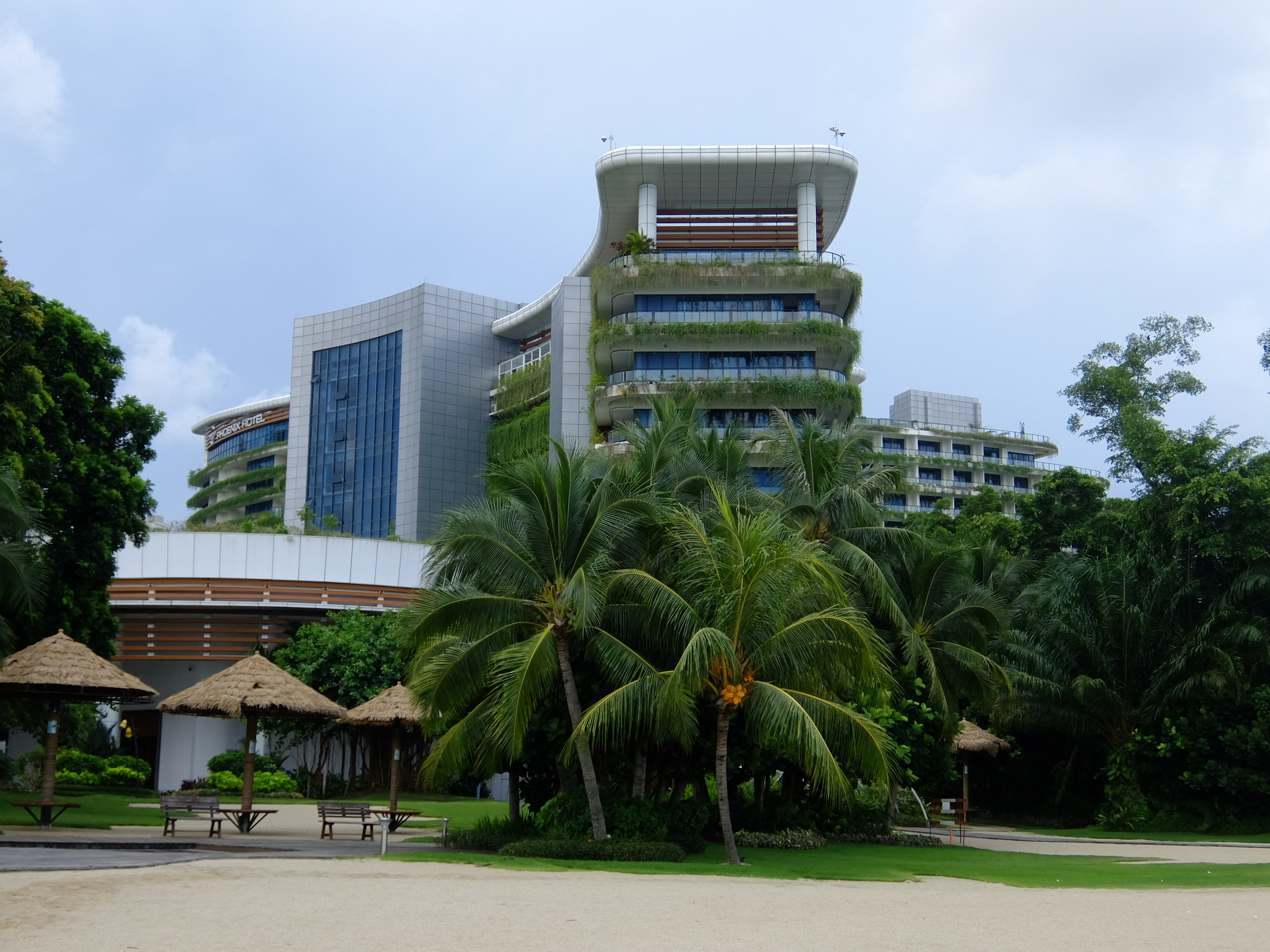
L’Hotel Forest City Phoenix International Marina

Forest City Johor è un’area residenziale di Gelang Patah, distretto di Johor Bahru, Johor, Malesia. Annunciato nel 2006 come un progetto ventennale, il progetto è stato presentato sotto l’iniziativa Belt & Road Initiative della Cina, inaugurato dall'ex primo ministro della Malesia Najib Razak e approvato dal sultano di Johor, Ibrahim Iskandar.
Lo sviluppo di Forest City risulta controverso. Il progetto non risulta destinato ai locali malesi, ma piuttosto ai cittadini cinesi di classe medio-alta che cercavano di parcheggiare le loro ricchezze all'estero, offrendo proprietà fronte mare relativamente accessibili rispetto alle costose città costiere del loro paese, come Shanghai. Tuttavia, le iniziali forti vendite dalla Cina sono crollate dopo che il leader Xi Jinping ha implementato controlli sui cambi, incluso un limite annuale di 50.000 dollari su quanto i compratori potevano spendere al di fuori del paese. Tale mancanza di vendite è stata ulteriormente aggravata dalla crisi politica malese del 2020-2022 e dalla pandemia di COVID-19, con il progetto descritto come una "città fantasma" nel 2022. Il progetto, che si trova su terreni guadagnati al mare, è stato anche criticato per aver causato ampie distruzioni di habitat nei dintorni.

## Storia
Il 6 marzo 2016, Forest City, sviluppato da Country Garden Holdings, si è svolta la cerimonia di inaugurazione a Johor, in Malaysia. L'evento è stato presieduto dal Primo Ministro malese Najib Razak, il quale ha annunciato che Forest City sarebbe stato designato come zona franca.
Il 16 luglio 2018, la scuola americana Shattuck-St. Mary's ha aperto un campus a Forest City, con l'iscrizione degli studenti che è iniziata nell'autunno di quell'anno. La scuola ha cambiato nome in Forest City International School nel 2024.
Il 4 settembre 2018, il primo ministro Mahathir Mohamad ha affermato che gli stranieri "possono acquistare la proprietà, ma non daremo loro i visti per venire a vivere qui". A novembre 2019, 500 residenti occupavano la città, su una occupazione totale di 700.000 residenti.
Entro giugno 2023, Forest City aveva una popolazione residenziale di lungo termine compresa tra 8.000 e 9.000 persone, ben al di sotto della sua popolazione prevista di 700.000.
Il 25 agosto 2023, il Primo Ministro malese Anwar Ibrahim ha dichiarato che Forest City sarà inclusa all'interno della Zona Economica Iskandar Malaysia come Zona Finanziaria Speciale per migliorarne la competitività.
Nel luglio 2024, il Parlamento malese ha approvato cinque leggi che designano Forest City Island 1 come isola franca. Sono in programma ulteriori piani per ampliare le categorie esenti da dazi e richiedere esenzioni su tasse di consumo e importazione.
Il 20 settembre 2024, il governo ha annunciato incentivi per la Zona Finanziaria Speciale di Forest City (SFZ).

## Descrizione
Forest City a Johor è un progetto nato in collaborazione con Esplanade Danga 88, una consociata del Johor People’s Infrastructure Group (KPRJ), attraverso una joint venture con la Country Garden Holding Ltd (CGPV), con CGPV detiene il 60 percento, mentre nel frattempo KPRJ detiene il 40 percento.
Quest'area residenziale è sotto la gestione del Iskandar Puteri City Council e l'autorità del Iskandar Regional Development Authority.
Forest City si estende per 1.370 ettari e si trova nel villaggio di Tanjung Kupang vicino al porto di Tanjung Pelepas, all'interno della zona economica speciale Malesia Iskandar (SEZ), nella parte meridionale di Johor. 
La città è sorta su quattro isole artificiali realizzate bonificando una palude di mangrovie popolata da gente del posto, principalmente agricoltori e pescatori a Kampung Tanjung Kupang.

## Tipi di accesso
- Malesia-Singapore Second Link
- Broken Skudai-Brick Road
- Tanjung Pelepas Highway